# البحث المقارن بين البلدان
البحث المقارن بين البلدان هو تحليل الأحداث والعمليات التي تقع في بلد معين ومقارنتها بتلك التي تحصل في عدد من البلدان الأخرى. 